# Wereldkampioenschappen judo 2015
De wereldkampioenschappen judo 2015 werden van 24 tot en met 30 augustus gehouden in Astana, Kazachstan. Er stonden zestien onderdelen op het programma: acht voor mannen en acht voor vrouwen. Er waren 729 deelnemers uit 120 landen.
Nederland was vertegenwoordigd met achttien judoka's, maar won slechts één medaille: alleen Marhinde Verkerk behaalde een bronzen medaille. De judobond gaat het debacle van Astana evalueren, kondigde bondsdirecteur Henry Bonnes na afloop aan. "Het was een week waar we hoge verwachtingen van hadden", zei hij. "Zelf had ik aangegeven dat we voor drie medailles gingen. De sporters hadden er vertrouwen in dat het er zelfs vier of vijf konden worden. Als je dan na een week de balans opmaakt en je hebt één keer brons, dan is dat wel een schamele oogst." De laatste keer dat Nederland goud won bij de WK was in 2009. Marhinde Verkerk werd tien wereldkampioene in haar thuisstad Rotterdam.

## Deelnemers

### Nederland
Mannen
– 60 kg — Jeroen Mooren
– 66 kg — Geen deelnemer
– 73 kg — Dex Elmont, Sam van 't Westende
– 81 kg — Frank de Wit
– 90 kg — Guillaume Elmont, Noël van 't End
–100kg — Henk Grol, Michael Korrel
+100kg — Roy Meyer
Vrouwen
–48 kg — Geen deelneemster
–52 kg — Birgit Ente
–57 kg — Sanne Verhagen
–63 kg — Anicka van Emden, Juul Franssen
–70 kg — Sanne van Dijke, Kim Polling
–78 kg — Guusje Steenhuis, Marhinde Verkerk
+78 kg — Tessie Savelkouls

## Resultaten

### Mannen
| Gewichtsklasse | Goud            | Zilver            | Brons                                  |
| -------------- | --------------- | ----------------- | -------------------------------------- |
| – 60 kg        | Yeldos Smetov   | Rustam Ibrayev    | Toru Shishime Kim Won-jin              |
| – 66 kg        | An Ba-ul        | Michail Poeljajev | Golan Pollack Rishod Sobirov           |
| – 73 kg        | Shohei Ono      | Riki Nakaya       | Sainjargalyn Nyam-Ochir An Chang-rim   |
| – 81 kg        | Takanori Nagase | Loïc Pietri       | Antoine Valois-Fortier Victor Penalber |
| – 90 kg        | Gwak Dong-han   | Kirill Denisov    | Varlam Liparteliani Mashu Baker        |
| – 100 kg       | Ryunosuke Haga  | Karl-Richard Frey | Toma Nikiforov Dimitri Peters          |
| + 100 kg       | Teddy Riner     | Ryu Shichinohe    | Adam Okruashvili Iakiv Khammo          |
| Team           | Japan           | Zuid-Korea        | Georgië Mongolië                       |

### Vrouwen
| Gewichtsklasse | Goud            | Zilver              | Brons                              |
| -------------- | --------------- | ------------------- | ---------------------------------- |
| – 48 kg        | Paula Pareto    | Haruna Asami        | Ami Kondo Bo-Kyeong Jeong          |
| – 52 kg        | Misato Nakamura | Andreea Chitu       | Erika Miranda Darya Skrypnik       |
| – 57 kg        | Kaori Matsumoto | Corina Caprioriu    | Automne Pavia Sumiya Dorjsuren     |
| – 63 kg        | Tina Trstenjak  | Clarisse Agbegnenou | Munkhzaya Tsedevsuren Miku Tashiro |
| – 70 kg        | Gévrise Emane   | Maria Bernabeu      | Yuri Alvear Fanny Estelle Posvite  |
| – 78 kg        | Mami Umeki      | Anamari Velenšek    | Luise Malzahn Marhinde Verkerk     |
| + 78 kg        | Song Yu         | Megumi Tachimoto    | Kanae Yamabe Idalys Ortíz          |
| Team           | Japan           | Polen               | Duitsland Rusland                  |

## Medaillespiegel
| Plaats | Land        | Goud | Zilver | Brons | Totaal |
| 1      | Japan       | 8    | 4      | 5     | 17     |
| 2      | Frankrijk   | 2    | 2      | 2     | 6      |
| 3      | Zuid-Korea  | 2    | 1      | 3     | 6      |
| 4      | Kazachstan  | 1    | 1      | 0     | 2      |
| 4      | Slovenië    | 1    | 1      | 0     | 2      |
| 6      | Argentinië  | 1    | 0      | 0     | 1      |
| 6      | China       | 1    | 0      | 0     | 1      |
| 8      | Rusland     | 0    | 2      | 1     | 3      |
| 9      | Roemenië    | 0    | 2      | 0     | 2      |
| 10     | Duitsland   | 0    | 1      | 3     | 4      |
| 11     | Polen       | 0    | 1      | 0     | 1      |
| 11     | Spanje      | 0    | 1      | 0     | 1      |
| 13     | Mongolië    | 0    | 0      | 4     | 4      |
| 14     | Georgië     | 0    | 0      | 3     | 3      |
| 15     | Brazilië    | 0    | 0      | 2     | 2      |
| 16     | België      | 0    | 0      | 1     | 1      |
| 16     | Canada      | 0    | 0      | 1     | 1      |
| 16     | Colombia    | 0    | 0      | 1     | 1      |
| 16     | Cuba        | 0    | 0      | 1     | 1      |
| 16     | Israël      | 0    | 0      | 1     | 1      |
| 16     | Nederland   | 0    | 0      | 1     | 1      |
| 16     | Oekraïne    | 0    | 0      | 1     | 1      |
| 16     | Oezbekistan | 0    | 0      | 1     | 1      |
| 16     | Wit-Rusland | 0    | 0      | 1     | 1      |
| Totaal | Totaal      | 16   | 16     | 32    | 64     |